# Ota Holub
Ota Holub (1930 Malé Svatoňovice – 12. prosince 1992) byl český spisovatel a publicista zabývající se vojenskou historii, průkopník tzv. „bunkrologie“, jež se věnuje československým opevněním.

## Životopis
Pocházel z Malých Svatoňovic na Trutnovsku, v roce 1949 vystudoval trutnovskou obchodní akademii a poté se zabýval žurnalistikou a literaturou faktu. Díky svému studiu na vojenské vysoké škole se ve svých pracích zabýval vojenskou tematikou. Působil v armádě a SNB, dosáhl hodnosti podplukovníka. Dodnes je uznáván jako první spisovatel zabývající československým prvorepublikovým opevněním. Byl velký a zanícený průkopník popularizace a zpřístupnění prvorepublikových bunkrů a opevnění, také byť amatérský, tak odborně zdatný historik vojenství a autor literatury faktů.

### Průkopník a popularizátor bunkrologie
Jako jeden z prvních začal v Československu psát opevnění vybudovaném vybudované ve druhé polovině 30. let na ochranu československého státu před Německem. Svými pracemi přivedl celou generaci tzv. bunkrologů právě k zájmu o československé pevnosti, o systém pevnostní ochrany státu proti německému nacismu ve 30. letech a také o československou vojenskou historii. Zajímal se především o rodné Trutnovsko, ale i o sousední Náchodsko, Králicko či Podkarpatskou Rus.

### Publicista, historik vojenství a spisovatel literatury faktů
Podle předkládaných faktů a skutečných událostí z období 30. let polemizuje o správnosti obranného rozhodnutí státu a Hlavního štábu československé armády při rozhodování mezi variantou tzv. strojové modernizace tehdejší naší armády a správně zvolenou statickou, tedy převážně pevnostní obranou s vybudováním speciálních vojenských útvarů "hraničářů" a jednotek SOS (Stráže obrany státu). Ve svých pracích, po zhodnocení odborných vojenských názorů a skutečných parametrů a možností tehdejší obrany československého státu, téměř vždy dochází k závěrům, že byla zvolena správná strategie pevnostní statické obrany země a že prvorepubliková armáda byla logisticky, kapacitně, výcvikově a zejména morálně lidsky schopná postavit se nepříteli a měla se rozhodně bránit agresi nacistického Německa po přijetí mnichovské dohody, ale i po odtržení Slovenska a okupaci zbytku republiky 15. březnu 1939.
Jeho jednotlivé publikace a práce vždy vycházejí ze skutečných historických a dobových událostí 20. století, v nejrůznějších archívech a institucích vyhledával informace, náměty pro své příběhy, také ale faktografické údaje pro dokreslení uváděných skutečných událostí dramatického období zejména 30. a 40. let. Zajímaly ho také osudy konkrétních lidí, různých národností, kteří v české kotlině, ale i třeba na Podkarpatské Rusi, po staletí spolu žili, ale z řady příčin a důvodů, domácích a také mezinárodních, si v nových podmínkách a v časech po vzniku samostatné ČSR přestali rozumět. Zde se pak zajímal hlavně o lokality a spory vyvolané nejen německou menšinou na československém území, ale i agresivním chováním nacistického Německa po nástupu Hitlera k moci. Popisoval pak situace, kdy se Československo muselo vojensky a obranně připravit na možné napadení ze strany Německa. A vojenská témata mu pak zůstala vlasti i při mapování bezpečnostní a armádní problematiky po skončení války, také při budování bezpečnostních sborů a nové armády. Zejména jeho literární popisné a také odborně vojenské práce si získávaly své čtenáře, o vojenství a bunkrologii probudil celospolečenský zájem.[zdroj⁠?!]
Jako první se rovněž zabýval osudem četaře Arnošta Hrada, v knize Poslední pásmo vzdoru popsal vzpouru nacistů a místních ordnerů v Moravské Chrastové, v knize Příběh rodačky od Mariánských Lázní, pozdější tajné sekretářky K. H. Franka se věnoval příběhu Rose-Marie Feilové, která za války pracovala jako sekretářka K. H. Franka.
Zabýval se i poválečnou vojenskou historií a měnící se strukturou bezpečnostních sborů a tehdy už také historií nové Československé lidové armády (ČSLA). V knize „Příběhy věrnosti a cti“ například píše o práci bezpečnostních složek státu a konkrétních příslušníků při vyšetřování činů skupiny bratří Mašínů v okolí Chlumce nad Cidlinou.

## Dílo
- Umlčené zbraně, Naše vojsko, Praha, 1966
- Severní Morava volala SOS, Nová Svoboda, č. 17/1968
- Vlčí komando, 1971
- A věže mlčí…, Knižnice KONTAKT, Praha, 1973 (příběh o odvaze četaře Arnošta Hrada)
- Souboj s Abwehrem, Orbis, 1975
- Smrt na prahu vítězství, 1975
- Vývoj SNB a vojska MV v letech 1948 – 1960, Praha, 1978
- Československé tanky a tankisté, Naše vojsko, 1980
- Rovnice řešená zradou, Naše vojsko, 1979 (popisuje situace roku 1938 v českém pohraničí)
- Opevnění 1935 – 1938 Náchodsko, Okresní muzeum Náchod, 1986
- Stůj! Finanční stráž, Naše Vojsko, Praha, 1987
- Poslední pásmo vzdoru, Mladá fronta, 1988
- Trumfy komisaře Geisslera, Severočeské nakladatelství, 1988
- Zrazené pevnosti, Praha, naposledy vydáno 1995
- Krkonoše 1938 (uvádí incident sudetoněmeckého Freikorpsu na Rennerových boudách r. 1938)
- Odhodlání a zrada na Kladském pomezí 1938 – 1939
- Trutnovští Hraničáři 1920 – 1938
- Třicátá pátá hraniční oblast
- Pět minut před půlnocí, Československý spisovatel, 1978
- Smrt ze zálohy, Nakladatelství Panorama, 1978 (vznik SNB a akce v letech 1945 – 1948)
- Příběhy věrnosti a cti (popisuje "řádění" skupiny bratří Mašínů v Chlumci nad Cidlinou)
- Bojové tradice SNB
- Věc: Loupežník Nikola Šuhaj (Po stopách Koločavského zbojník, odkrývání, jeho života a činů), 1983
- psal také pravidelně do časopisů Československý voják a Obrana lidu